# Horst Giese

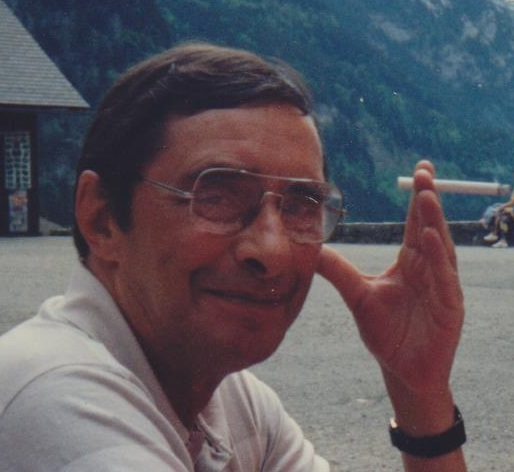
Horst Giese im Juni 1992

Horst Giese (* 31. Januar 1926 in Neuruppin; † 29. Dezember 2008 in Potsdam) war ein deutscher Schauspieler und Hörspielmacher.

## Leben
Giese wurde 1945 Schauspieler, zunächst auf Bühnen, dann für das Fernsehen; ab 1954 nahezu ausschließlich für die DEFA. Oftmals spielte er kleinere Rollen in fast 40 Kino- und einer noch größeren Anzahl Fernsehfilmen. Mehrfach wurde er als Joseph Goebbels besetzt.
Ein Unfall zwang ihn 1972 zu einer längeren beruflichen Auszeit, während der er das Hörspiel Die sehr merkwürdigen Jazz-Abenteuer des Herrn Lehmann schrieb und in dem er alle Rollen sprach: Das Hörspiel wurde vom Rundfunk der DDR nicht angenommen, sondern erst 1991 vom Rias ausgestrahlt. Es wurde 1992 mit dem renommierten Hörspielpreis der Kriegsblinden ausgezeichnet; auch war es im Januar 1991 Hörspiel des Monats. 1982 spielte er in dem unter der Regie von Frank Beyer produzierten Film Der Aufenthalt.
Horst Giese arbeitete auch als Stasi-Spitzel; gut belegt ist der Fall der Mitwirkung an der Verschleppung von Carl August von Halle von West-Berlin nach Ost-Berlin im Jahre 1961, die zu dessen Verurteilung und Haft führte.

## Filmografie (Auswahl)
- 1954: Alarm im Zirkus
- 1954: Stärker als die Nacht
- 1955: Robert Mayer – Der Arzt aus Heilbronn
- 1956: Damals in Paris
- 1956: Thomas Müntzer – Ein Film deutscher Geschichte
- 1957: Betrogen bis zum jüngsten Tag
- 1959: Kabale und Liebe
- 1962: Das grüne Ungeheuer (TV)
- 1962: Minna von Barnhelm oder Das Soldatenglück
- 1962: Ach, du fröhliche …
- 1964: Das Lied vom Trompeter
- 1968: Die Toten bleiben jung
- 1969: Befreiung
- 1971: Optimistische Tragödie (TV)
- 1971: Karriere
- 1972: Schwarzer Zwieback
- 1972: Die Bilder des Zeugen Schattmann (TV-Vierteiler)
- 1973: Die sieben Affären der Doña Juanita (vierteiliger Fernsehfilm)
- 1974: Die Frauen der Wardins (Fernseh-Dreiteiler)
- 1975: Kriminalfälle ohne Beispiel: Mord im Märkischen Viertel (Fernsehreihe)
- 1976: Das Licht auf dem Galgen
- 1977: Soldaten der Freiheit
- 1978: Rotschlipse
- 1979: Einfach Blumen aufs Dach
- 1980: Archiv des Todes (TV)
- 1980: Der Baulöwe
- 1982: Der Aufenthalt
- 1984: Front ohne Gnade (TV)
- 1984: Ach du meine Liebe (Fernsehfilm)
- 1985: Hälfte des Lebens
- 1985: Die Gänse von Bützow
- 1987: Wie die Alten sungen…

## Hörspiele (Autor)
- 1990: Die sehr merkwürdigen Jazzabenteuer des Herrn Lehmann – RIAS
- 1993: Die sehr merkwürdigen Filmabenteuer des Herrn Lehmann – RIAS
- 1995: Immer, wenn er Wagner hörte – auch Regie (Hörspiel 3 Teile – DLR)
- 1997: Der Fall Leonardo – SFB